# Do Gentlemen Snore?
Do Gentlemen Snore?  est un film américain réalisé par Leo McCarey et James Parrott, sorti en 1928.

## Fiche technique
- Titre original : Do Gentlemen Snore?
- Titre français : Do Gentlemen Snore?
- Réalisation : Leo McCarey
- Scénario : Leo McCarey
- Photographie : George Stevens, Len Powers
- Montage : Richard C. Currier
- Producteur : Hal Roach
- Société de production : Hal Roach Studios
- Société de distribution : Metro-Goldwyn-Mayer (MGM)
- Pays de production :  États-Unis
- Langue : Anglais
- Format : Noir et blanc — 35 mm — 1,33:1 — Muet
- Durée : 20 minutes
- Date de sortie :
  - États-Unis : 13 octobre 1928

## Distribution
- Max Davidson
- Gene Morgan
- Spec O'Donnell
- Dorothy Coburn
- May Wallace
- Charles Gemora (non crédité) : Charley, le gorille